# Itoda
Itoda (糸田町?) è una cittadina giapponese della prefettura di Fukuoka.